# Филип (антипапа)
Вижте пояснителната страница за други личности с името Филип.
Филип (на италиански: Filippo) e антипапа за един ден през 31 юли 768 г.

## Духовна кариера
Той е монах в манастир Св. Вит на Есквилин. На 31 юли 768 г. лангобардите го интронизират за папа към Константин II без да е бил ръкоположен за свещеник. Филип е изгонен същия ден и се връща в своя манастир.